# Кси Волопаса
Кси Волопаса (лат. Xi Boötis) — двойная звезда в созвездии Волопаса. Находится на расстоянии около 22 световых лет от Солнца.

## Характеристики
Система ξ Волопаса видна невооружённым глазом как тусклая оранжевая звезда. Исследование её ведётся давно. В 1780 году английский астроном Уильям Гершель открыл наличие второй компоненты у звезды. Согласно новым, уточнённым, измерениям, компоненты разделены между собой расстоянием в 33,6 а. е. (4,94"), совершая полный оборот вокруг общего центра масс за 151,6 лет. Звёзды движутся по вытянутой эллиптической орбите (e=0,51) с периастром 16,5 а. е. и апоастром 50,7 а. е. В 1943 году датский астроном Кай Странд (англ. Kaj Aage Gunnar Strand) объявил об открытии систематических колебаний в лучевой скорости ξ Волопаса, наблюдавшихся им с 1939 по 1942 год. Эти астрометрические колебания позволили сделать предположение, что в системе находится субзвёздный объект массой около 1/10 массы Солнца. В 1988 году группа астрономов подтвердила существование периодических колебаний в лучевой скорости, что указывает на возможное существование компаньона массой в 1—9 масс Юпитера, обращающегося вокруг звезды ξ Волопаса B. Однако точных доказательств существования объекта пока не найдено.

### ξ Волопаса A
Главная компонента представляет собой жёлтый карлик, по своим характеристикам напоминающий Солнце. Масса и диаметр звезды равны 90—94 % и 89 % солнечных соответственно, а светимость — всего лишь 49 % солнечной светимости. Поскольку у звезды наблюдается бурная хромосферная активность, это означает, что она по астрономическим меркам довольно молода: её возраст оценивается в 60 миллионов лет. Активность звёздных недр является причиной переменности: блеск ξ Волопаса A варьируется между 4,52 и 4,67 видимой звёздной величиной с периодичностью каждые 10,13 суток, что причисляет её к переменным типа BY Дракона.

### ξ Волопаса B
Вторая компонента является более тусклой и относительно холодной звездой (3410 градусов по Кельвину на поверхности) и принадлежит к классу оранжевых карликов главной последовательности. Её масса приблизительно равна 67—76 % солнечной, а диаметр эквивалентен 71 % диаметра Солнца.

## Ближайшее окружение звезды
Следующие звёздные системы находятся на расстоянии в пределах 10 световых лет от ξ Волопаса:
| Звезда       | Спектральный класс | Расстояние, св. лет |
| Лаланд 25372 | M1,5 Ve            | 6,9                 |
| BD+11 2576   | M1 V               | 9,2                 |
| LP 378-541   | M2 V               | 9,3                 |